# Elamitisch

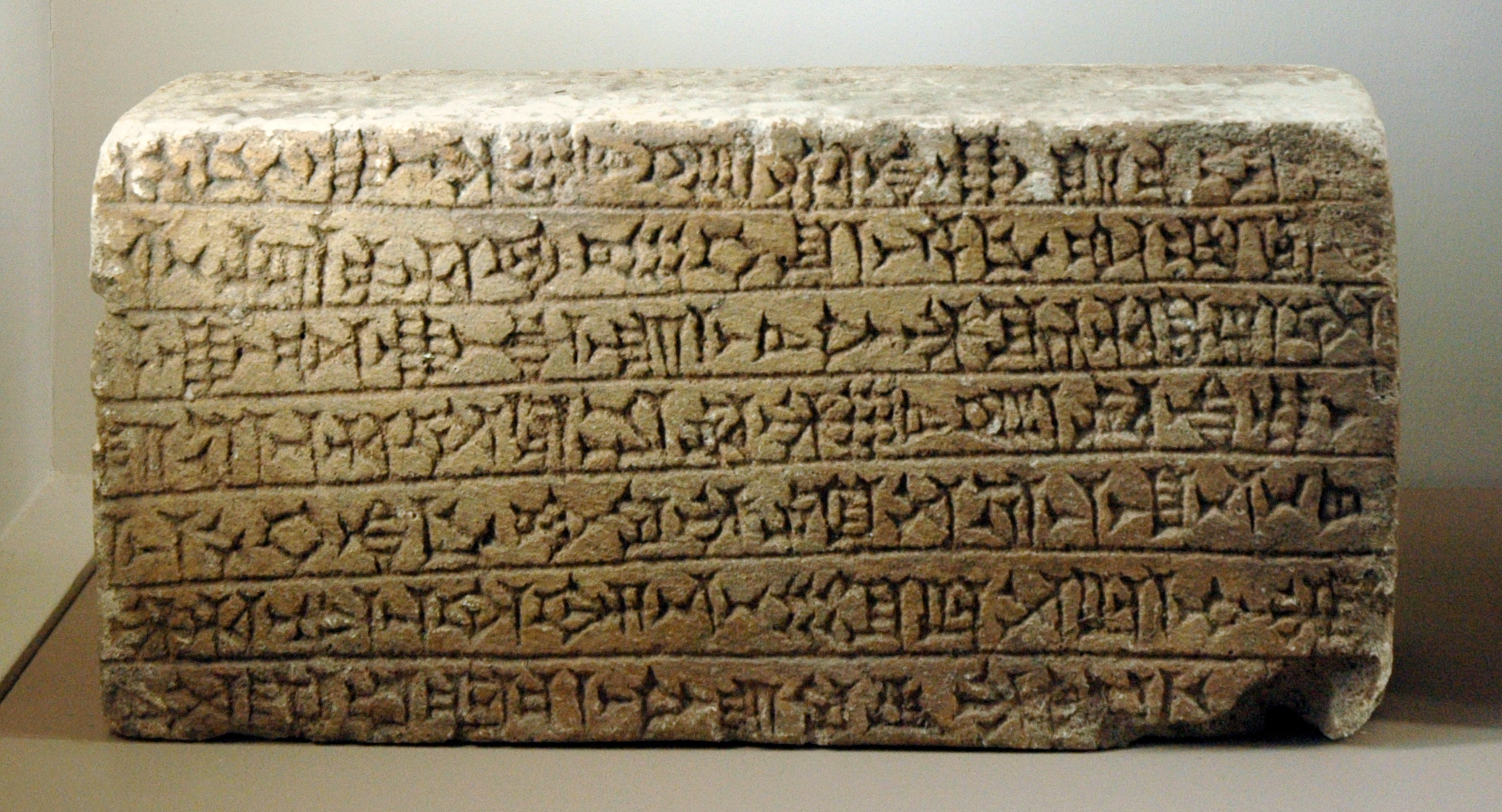
Inscriptie Šilhak-Inšušinak I uit Susa, ca. 1140 v.Chr.

Het Elamitisch is de uitgestorven taal van het oude rijk Elam, dat in de vroege oudheid gelegen was in het uiterste zuidwesten van het huidige Iran. Er zijn teksten in deze taal uit een tijdsbestek dat reikt van 2400 tot 350 v.Chr. De taal heeft daarmee een geattesteerde geschiedenis van ruim twee millennia.
Het Elamitisch wordt door de meeste taalkundigen beschouwd als een isolate taal. Het is niet verwant aan enige andere taal in de streek waar het gesproken werd. Het behoort noch tot de Semitische talen (zoals het Akkadisch), noch tot de Indo-Europese talen (zoals het Hettitisch of het Medisch en het Perzisch). Ook met de taal van de eertijdse buren, het Sumerisch, is het zeker niet verwant. Er zijn taalkundigen die een (verre) verwantschap met de Dravidische talen geponeerd hebben zoals deze vandaag op het Indische subcontinent nog gesproken worden. Die verwantschap is omstreden, alhoewel er zeker maritieme handelsbetrekkingen bestonden met het Indiase subcontinent, meer bepaald met de Indusbeschaving.
De Elamitische teksten zijn in drie verschillende schriftsystemen bewaard gebleven. Twee daarvan gaan op het Mesopotamische spijkerschrift terug, terwijl het derde - het lineair schrift - een ontwikkeling van eigen bodem lijkt te zijn.

## Benaming van land en volk

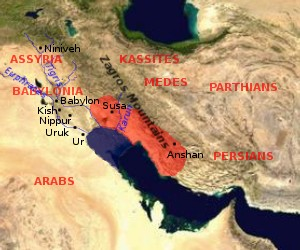
Het gebied van Elam is op de kaart aangeduid in het rood.

De wetenschap van de Elamitische taal, cultuur en geschiedenis heet de Elamistiek. De geschiedenis van Elam kan slechts bij stukken en brokken uit meestal vreemde (Mesopotamische) bron ontsleuteld worden; er is namelijk maar weinig geschiedschrijving in de eigen taal.
De Elamieten duidden zelf hun land aan met haltamti of hatamti. De Sumerische buren maakten daar echter elama van. Daaruit ontwikkelden zich de Semitische aanduidingen elamtu (Akkadisch) en elam (Hebreeuws). Hoe de Elamieten hun eigen taal noemden is niet bekend. De moderne aanduiding Elamitisch gaat terug op Archibald Sayce die in 1874 de Engelse aanduiding elamite baseerde op het Akkadische voorbeeld.

## Relatie tot andere talen
Een belangrijke reden waarom het moeilijk is Elamitische teksten te interpreteren is dat de taal een isolaat is, waardoor het niet mogelijk is bij de etymologie van verwante talen te rade te gaan. Men heeft daarom bij herhaling getracht om een verband met andere talen vast te stellen. Vroege pogingen de taal met het Sumerisch te verbinden leden al snel schipbreuk. Een verband met de taal van de Kassieten of de Guti is ook moeilijk te leggen, alleen al omdat er van hun talen vrijwel niets over is. Het meest vruchtbaar leek het mogelijke verband met de Dravidische talen.

### De Elamo-Dravidische hypothese
Al in 1856 sprak R.A. Caldwell het vermoeden uit dat er verband tussen Elamitisch en de Dravidische taalfamilie zou kunnen zijn. Deze veronderstelling werd in de jaren 1970 opnieuw opgenomen. Het was vooral David McAlpin die in 1981 een uitgebreide studie publiceerde waarin hij het bestaan van een Elamo-Dravidische taalfamilie postuleerde. Een ander naam voor deze voorgestelde familie is Zagrossisch, genoemd naar het Zagrosgebergte van westelijk Iran, de voorgestelde bakermat van de taalfamilie.
De volgende opvallende overeenkomsten werden aangevoerd om de hypothese te ondersteunen dat Elamitisch en Proto-Dravidisch tot dezelfde taalgroep behoorden. De eerste twee argumenten zijn overigens geheel typologisch en worden daarmee niet als erg doorslaggevend voor de genetische verwantschap beschouwd.
- Beide talen zijn agglutinerend en gebruiken vrijwel uitsluitend achtervoegsels.
- De structuur van de werkwoordsvormen komt in grote mate overeen.
- Een aantal achtervoegsels van het naamwoord is vergelijkbaar (het voornaamwoord van de tweede persoon enkelvoud en een aantal naamvalsuitgangen).
- Het Elamitische achtervoegsel /-ka/, dat een naamwoord van handeling uit een werkwoord afleidt, komt overeen met een achtervoegsel in het Proto-Dravidisch.
- Het achtervoegsel /-ta/, dat in Elamitisch de voltooide tijd aangeeft, komt overeen met het achtervoegsel van het Dravidische deelwoord.
- Verder stelde McAlpin ongeveer tachtig woordovereenkomsten vast.

### DeNostratisch-Afro-Aziatischehypotheses
In de jaren 1990 leverde V. Blažek kritiek op het werk van McAlpin. In plaats van Elamitisch te vergelijken met Dravidisch stelde hij woordherkomsten voor op basis van een vergelijking van meer dan honderd woorden met Afro-Aziatische talen. Hij bestreed echter de overeenkomsten die McAlpin had voorgesteld niet. In plaats daarvan trachtte hij het Elamitisch in een veel breder verband te plaatsen binnen de hypothese van een Nostratische superfamilie die naar zijn mening behalve Elamitisch en Dravidisch ook Afro-Aziatisch, Indo-Europees, Oeralisch, Altaïsch en Kartvelisch zou omvatten. Zijn Nostratische gedachte krijgt echter slechts in beperkte kring aanhang. De meeste taalkundigen zijn op dit punt uiterst sceptisch gebleven. De hypothese tracht namelijk iets te zeggen over gebeurtenissen die zo ver in de tijd terug liggen dat er meer ruimte voor speculatie is dan voor harde conclusies.

### Starostins kritiek
In 2002 publiceerde Georgi Starostin een artikel waarin hij zowel het werk van McAlpin als dat van Blažek aan een kritisch onderzoek onderwierp. De overeenkomsten met Dravidisch die McAlpin had opgemerkt plaatst ook hij in een breder verband van een mogelijke Nostratische supergroep, eerder dan ze te zien als een teken van directe verwantschap. Hij merkt onder andere op dat de overeenkomsten in naamvalsuitgangen niet tot Elamitisch en Dravidisch beperkt zijn maar dat er vergelijkbare achtervoegsels in de Oeralische, Altaïsche en Kartvelische talen te vinden zijn. De etymologische overeenkomsten met Dravidisch en Afro-Aziatisch vindt hij echter weinig overtuigend. In plaats daarvan past hij glottochronologie toe op basis van de lijst van honderd woorden van Morris Swadesh en komt tot de conclusie dat de afstand van het Elamitisch tot zowel Sinokaukasich als Nostratisch (en vooral Dravidisch) erg groot is. Als er al een verband is, ligt dat waarschijnlijk wel erg ver terug in de tijd en is het beter Elamitisch als isolaat te beschouwen. De Elamo-Dravidische hypothese is sinds Starostins werk niet meer van stal gehaald.

## De Elamitische schriftsystemen en hun ontcijfering
Uit de vroegste fase, circa 3100-2600 v.Chr., zijn nog geen directe geschreven bewijzen gevonden waaruit de etnische identiteit vastgesteld zou kunnen worden. Er is echter wel sprake van een naadloze culturele overgang van deze periode naar de volgende Oud-Elamitische periode. Het ligt daarom voor de hand dat de dragers van de Proto-Elamitische cultuur in Susiana al Elamieten waren. Naar voorbeeld van het slechts weinig oudere archaïsche schrift van Sumer ontwikkelde zich het tot dusver niet ontcijferde Proto-Elamitische beeldschrift dat gebruikt werd in de administratie van de lokale economie. Vondsten hiervan dateren vooral uit de periode 3050 tot 2800 v.Chr. In de Oud-Elamitische periode ontwikkelde Elam zijn eigen lineair schrift, hoewel dat slechts korte tijd (rond 2200) gebruikt is. Verder pasten zij het spijkerschrift van de buren aan aan hun eigen behoeftes en zo ontstond een in de loop van de tijd sterk veranderd Elamitisch spijkerschrift.
Vanaf 350 v.Chr. verdwijnt het geschreven Elamitisch voorgoed. Men vermoedt echter dat de taal nog tot aan het eind van het eerste millennium na Chr. in Khoezistan gesproken is. De gegevens daarover zijn echter omstreden

### Proto-Elamitisch beeldschrift
Kort na het ontstaan van het oudste schrift van Sumer wordt ook in Elam in de periode 3050 tot 2800 v.Chr. een beeldschrift aangetroffen dat sterk op het archaïsche beeldschrift van de stad Uruk gelijkt. De voornaamste vindplaats van dit proto-elamitische beeldschrift is Susa met zo'n 1600 kleitabletten en sporadische vondsten worden gedaan in het gehele zuidwestelijke maar ook oostelijke deel van het huidige Iran. Het is tot dusver niet mogelijk gebleken dit schrift te ontcijferen, maar in hun structuur en hoogstwaarschijnlijk ook in hun inhoud lijken de tabletten sterk op de archaïsche Sumerische tabletten die uitsluitend voor administratieve doeleinden gebruikt werden. Het schrift omvat ongeveer 1000 tekens die in zo'n 5000 varianten optreden.
Het talstelsel van deze inscripties is bijzonder ingewikkeld. Afhankelijk van wat er geteld wordt worden er - net zoals in de teksten van Uruk - andere eenheden gebruikt. Het werk van Englund en van Damerow leverde de volgende telwijzen op.
Verschillende talstelsels van het proto-elamitische schrift
| Voorwerpen           | Talstelsel       | Gebruikte eenheden                         |
| -------------------- | ---------------- | ------------------------------------------ |
| Mensen, dieren       | decimaal         | 1 - 10 - 100 - 1.000 - 10.000              |
| telbaar niet-levend  | sexagesimaal     | 1 - 10 - 60 - 600 - 3.600                  |
| hoeveelheden graan   | (bi)sexagesimaal | 1 - 10 - 60 - 120 - 1.200                  |
| inhoudsmaten (graan) | gemengd          | 1 - 2 - 4 - 12 - 24 - 60 - 360 - 3.600 etc |
| oppervlaktematen     | gemengd          | 1 - 6 - 18 - 180                           |

Omdat niet voor iedere eenheid van de verschillende stelsels weer een eigen teken bestond, hangt de waarde van een bepaald teken sterk af van het stelsel waarbinnen het gebruikt wordt.
Het is nauwelijks te verwachten dat de toekenning van deze teksten - zelfs als zij geheel ontcijferd zouden worden - ooit met zekerheid gedaan zal kunnen worden omdat er vele niet van de taal afhankelijke ideogrammen (woordtekens) in voor komen. De huidige stand van zaken wordt uitvoerig door Robinson op een rijtje gezet.

### Elamitisch 'lineair schrift'

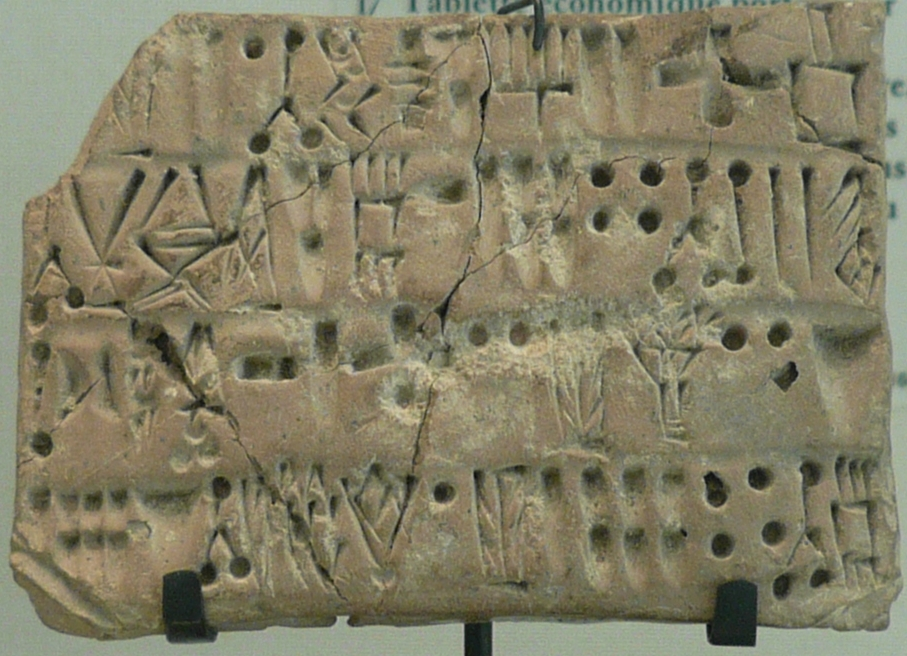
Tablet in Elamitisch 'lineair schrift'.

In de 23e eeuw v.Chr. ontwikkelde Elam zijn eigen lettergreepschrift, dat vanwege zijn vorm het 'lineair schrift' genoemd wordt (zogenaamde linear Elamite). Walther Hinz, een Elamist uit Göttingen, publiceerde in 1961 de grondslag voor de ontcijfering van deze schriftvorm. Hij ging daarbij uit van de gedachte dat de taal Elamitisch was. De sleutel tot de ontcijfering was een tweetalige inscriptie (zogenaamde Steininschrift A) waarin een aantal eigennamen zoals "Inšušinak" en "Susa" voorkwamen. Daarnaast werd gebruikgemaakt van de kennis eerder opgedaan uit de vergelijking van de Achaemenidische koningsinscripties die naast Nieuw-Elamitisch ook Akkadisch en Oudperzisch bevatten. De ontcijfering is overigens niet door alle geleerden aanvaard. Teksten in het lineair schrift zijn weinig talrijk en stammen vrijwel uitsluitend uit de tijd van koning Puzur-Inšušinak (einde van de 23e eeuw v.Chr.) Er zijn tot dusver 20 inscripties op steen of baksteen gevonden en eentje op een zilveren vaas. Het zijn voornamelijk dedicaties.
Het schrift heeft slechts 103 tekens, waarvan 40 slechts eenmaal aangetroffen zijn. Het beperkte aantal maakt een syllabische betekenis waarschijnlijk.
Een voorbeeld van een interpretatie van het lineair schrift naar Hinz:
Elamitische lineaire inscriptie (zogenaamde Steinschrift A):
(1) te-im-tik-ki nap in-šu-ši-na-ik un-ki
(2) u ku-ti-ki-šu-ši-na-k zunkik hal-me ka
(3) hal-me-ni-ik šu-si-im-ki
(4) ši-in-pi-hi-iš-hu-ik
(5) ša-ki-ri nap-ir lik hi-an ti-la-ni-li
Interlineaire vertaling:
(1) Aan de Heer en God Inšušinak, heb deze hout(en paal)
(2) ik, Kutik-I(n)šušinak, koning van het land (Elam),
(3) erfgenaam van Susa,
(4) Šinpi-hišuk z'n
(5) zoon, aan de godheid als bijdrage voor de tempel in eigendom gegeven.
De naam "Kutik-I(n)šušinak" wordt vandaag in het algemeen als "Puzur-Inšušinak" gelezen.
Voortbouwend op het werk van Hinz en Koch verscheen in 2022 een vrijwel volledige oncijfering van het schrift door François Desset et al. Dit betekent een aanzienlijke uitbreiding van het toegankelijke corpus van deze, nog steeds moeilijk te begrijpen taal.
In Oman, destijd het land Magan zijn tekens gevonden die met het proto-Elamitische in verband gebracht worden.

### De aanpassing van het mesopotamische spijkerschrift in Elam
Het lineair schrift had echter een concurrent in het spijkerschrift van Sumer en Akkad. Vooral na 2200 werd het er in toenemende mate door verdrongen. Aanvankelijk werden teksten zelfs in het Akkadisch opgesteld (de schrijvers ware mogelijkerwijze van Akkadische komaf). In de middelelamitsche (bloei)tijd werd het spijkerschrift echter hoe langer hoe meer vereenvoudigd en het aantal tekens teruggebracht. Verder werden de tekens zelf ook vereenvoudigd door ze met zo weinig mogelijk streken te schrijven en vele woordtekens (ideogrammen) werden vervangen door een meer fonetische spelling van het woord. De veelduidigheid van het ingewikkelde Akkadische schrift werd daarmee goeddeels geëlimineerd en er ontstond een heel wat handzamer schrift dan dat van de buren. Deze ontwikkeling ging echter wel ten koste van de mogelijkheid om een aantal fijne nuances uit te kunnen drukken zoals opeenhoping of verdubbeling van consonanten en nasalisering. In de tijd van de Perzen had het schrift nog 132 tekens over waarvan 27 ideogrammen en determinanten. Het verschil met het oorspronkelijke spijkerschrift was inmiddels zo groot dat de oorsprong niet onmiddellijk duidelijk meer was.
De laat-nieuwelamitische en achaemenidisch-elamitische lettergreeptekens
| Ka    | Ke | Ki | Ku     | aK   | iK    | uK   |
| ----- | -- | -- | ------ | ---- | ----- | ---- |
| ba    | be | .  | .      | .    | .     | .    |
| pa    | .  | pi | pu     | ap   | ip,íp | .    |
| .     | .  | gi | .      | .    | .     | .    |
| ka4   | .  | ki | ku     | ak   | ik    | uk   |
| .     | te | ti | tu,tu4 | at   | it    | ut   |
| da    | .  | .  | du     | .    | .     | .    |
| sa    | .  | si | su     | as   | is    | (us) |
| za    | .  | zi | .      | .    | .     | .    |
| šá,šà | še | ši | šu     | áš   | iš    | .    |
| ma    | me | mi | mu     | am   | im    | um   |
| na    | .  | ni | nu     | an   | in,en | un   |
| la    | .  | li | lu     | .    | el?   | ul   |
| ra    | .  | ri | ru     | (ar) | ir    | ur   |
| ha    | .  | hi | hu     | Vh   | Vh    | Vh   |

Opmerking: /vh/ betekent dat dit teken voor de lettergrepen /ah, ih, uh/ staat. Accenten en subscripten geven verschillende tekens met dezelfde klankwaarde aan. Te zien valt dat alleen voor de lettergrepen /ip, ša und tu/ twee verschillende tekens in omloop waren. Het late Elamitische schrift was daarmee - volledig in tegenstelling met het ingewikkelde Sumerische en Akkadische schrift - bijna geheel eenduidig in zijn weergave. Er bestaat in het Elamitisch geen tegenstelling tussen stemloos en stemhebbend, daarover later meer.
Naast de lettergreeptekens in de tabel waren er nog vijf klinkertekens /a, e, i, u, ú/ en een aantal CVC tekens (consonant-vocaal-consonant of medeklinker-klinker-medeklinker). Hun betekenis was niet geheel eenduidig bepaald. Er traden bijvoorbeeld spellingvarianten op zoals tup-pi-ra en ti-pi-ra ("schrijver"). Soms werden deze meerlettertekens vergezeld door verklarende tekens.

### De ontcijfering van het Nieuwelamitische spijkerschrift
De basis voor de ontcijfering van alle vormen van spijkerschrift -en daarmee ook van andere schriftstelsels van het Nabije Oosten van de Oudheid - was de grote drietalige inscriptie van Darius I van Behistun (Bistun) uit het jaar 519 v.Chr.. Zij is in drie talen en schriften: Oudperzisch, Elamitisch en Akkadisch (Babylonisch). Georg Friedrich Grotefend ontcijferde eerst het letterschrift in het Oudperzisch, een taal die nauw verwant was aan het Avestisch en daarmee te ontcijferen. Hierna werd de inscriptie de basis voor de ontcijfering van de beide andere schriften (en talen).
Door vergelijking van met name de eigennamen in de tekst gelukte het de tekens van het Elamitische deel te identificeren en daarmee werd de tekst toegankelijk en leesbaar. Uiteindelijk gelukte het door vergelijking met het Perzisch een 700 woorden in het Elamitisch te bepalen en zelfs een idee te krijgen van de grammatica van een overigens vrij raadselachtige taal. Het lukte namelijk niet om verwante talen te vinden. Hoewel het derde deel van de inscriptie qua schrift veel ingewikkelder bleek was het tenminste in een taal van een goed bekende familie: Babylonisch in een Semitische taal.

### De interpretatie van de Middel- en Oudelamitische teksten
Het schrift kon nu vrij goed gelezen worden en hoewel de oudere bronnen grotere problemen opleverden (zij bevatten meer tekens) konden ook zij al spoedig vrij goed gelezen maar zeker niet altijd goed begrepen worden. Andere tweetalige inscripties waren er maar in zeer beperkte mate en de inmiddels bekende woordenschat was niet toereikend om alles te begrijpen, te meer omdat over het lange tijdvak van de geschiedenis van de taal er natuurlijk ook veranderingen opgetreden waren. Zo blijven er Elamitische teksten waarbij de vertaling om het andere woord een vraagteken is en waar soms hele zinnen een raadsel blijven.

## De tekstuele erfenis van Elam
In het algemeen is de Elamitische erfenis zowel in hoeveelheid als in hoedanigheid niet te vergelijken met het indrukwekkende corpus van het Sumerisch en het Akkadisch. Het beschikbare materiaal is niet omvangrijk en veelzijdig genoeg om tot een omvattend begrip van de Elamitische teksten te geraken, dit ondanks het feit dat de teksten relatief eenvoudig te lezen zijn. Het grote probleem blijft de beperktheid van de gekende woordenschat. Dit probleem is zeker gekoppeld aan de positie van de taal als isolaat. Sumerisch is dat weliswaar ook, maar deze taal werd nog lange tijd door de Akkadiers bestudeerd en zij hebben ons een deel van hun (tweetalige) leerboeken nagelaten.

Zolang er niet meer - liefst uitgebreide - tweetalige teksten Elamitisch-Akkadisch (of iets anders begrijpelijks) gevonden worden, is er niet veel hoop op verbetering in deze situatie. Toch is onze huidige kennis wel voldoende om een vrij helder beeld van de Elamitische grammatica en de structuur van de taal te kunnen schetsen

### De herkomst van de teksten
De meeste Elamitische teksten stammen uit de huidige Iraanse provincies Khoezistan en Fars. Belangrijke vindplaatsen zijn Susa, Persepolis en Ansjan (nu Tall-i Malyan). De ouderdom varieert sterk: van de 24e tot de 4e eeuw v.Chr. Meertalige monumentale inscripties uit de tijd van de Achaemeniden die ook Elamitische versies bevatten worden in het westen van Iran en het oosten van het huidige Turkije gevonden, vooral rond het Van meer. Zij zijn uit de jaren 520-450 v.Chr. Elamitische kleitabletten uit de 6e eeuw v.Chr. worden niet alleen in Iran maar ook in Nineve (bij Mosul) en in de vestingen van Urartu in oostelijk Turkije en in Armenië gevonden. Enige brokstukken zijn zelfs aangetroffen in Kandahar in het huidige Afghanistan.

### Oud-Elamitische teksten
De meeste spijkerschriftteksten uit de periode 2400- 1500 v.Chr. zijn in het Akkadisch of Sumerisch, maar er zijn er ook een paar in het Elamitisch. Daartoe horen drie fragmentarische stukken huiswerk van scholieren. Men zou deze met enige ruimhartigheid 'literair' kunnen noemen. Verder is er een verdrag tussen een onbekende koning van Elam met Naramsin koning van Akkad uit de 23e eeuw v.Chr. en vier koninklijke inscripties uit de 18e eeuw v.Chr. Daarnaast zijn er Elamitische namen en een paar losse woorden overgeleverd in de Sumerische en Akkadische teksten. Mocht het Elamitische karakter van het lineair schrift bevestigd worden dan hoort uiteraard dit bescheiden corpus ook tot de Oud-Elamitische erfenis.
Een deel van het Naramsin-verdrag:
Hoort, o godin Pinengir, vrouwe des hemels, Humban, Il-Aba ... (er volgt een aanroeping van 37 goden van Elam en Akkad): Vijandelijke ondernemingen tegen de Heer van Akkad zal ik niet toestaan. Mijn veldheer zal de heerser beschermen tegen vijandelijke staten. De vijand van Naramsin is ook mijn vijand, de vriend van Naramsin ook mijn vriend!... Een overloper zal ik niet ontvangen... Uw standbeeld zal vereerd worden... Moge uw eega vruchtbaar zijn! De god Simut moge haar altijd beschermen! Moge zij moeder worden en een troonopvolger baren... De vrede worde hiermee gevestigd! Aan de goden zweren de koningen hun eed... De koning heeft de zonnegod Nahiti lief en aan de god Inšušinak is hij onderdanig...

### Middel-Elamitische teksten
Deze teksten uit 1350-1100 v.Chr. bestaan vooral uit korte koninklijke inscripties en administratieve documenten (175 teksten uit Susa, Dur-Untaš und Malyan in Fars). Ze zijn geschreven op tichels, steles, reliëfs, standbeelden en gewijde voorwerpen. Er is een enkele tweetalige Akkadisch-Elamitische bouwinscriptie en een verslag van een veldslag van koning Šutruk-Nahhunte I (ca. 1185-1155) van enige lengte. In Haft Tepe zijn te midden van Akkadische teksten ook Elamitische woorden en titels aangetroffen. Deze periode geldt als de Klassieke periode van de Elamitische taal en cultuur.

### Nieuw-Elamitisch
Deze fase van de taal wordt vertegenwoordigd door opdragingen en administratieve en juridische teksten uit de 8e tot de 6e eeuw v.Chr. Uit 750 - 650 v.Chr. stammen ongeveer 30 koninklijke inscripties op kleitabletten en steles in Susa, en een paar rotsinscripties van plaatselijke machthebbers in Khoezistan. Uit de tijd na 650 rest ons een kleine groep juridische teksten, een archief met 300 korte administratieve documenten uit Susa en enkele brieven uit Susa, Ninive en Armavir Blur in Armenië.

### Achaemenidisch-Elamitisch
De Perzische tijd heeft de beste overblijfselen nagelaten. Bovenal zijn er de al genoemde Behistuninscriptie van Darius I en een aantal vergelijkbare rotsteksten van zijn opvolgers. Zij vormen de basis van een groot deel van de (nog altijd beperkte) kennis van de taal. Interessant is dat de Behistun tekst oorspronkelijk slechts in Elamitisch gebeiteld was en pas later van de beide andere talen voorzien werd. Dit onderstreept de voorname positie die de taal onder de Perzen innam. Ook in de latere teksten ontbreekt het Elamitisch niet. De teksten zijn vrij letterlijke vertalingen van elkaar, wat vergelijking vergemakkelijkt en een gezamenlijke vertaling mogelijk maakt.
Een paar duizend administratieve documenten in het Elamitisch zijn bekend uit de tijd van 500-450 v.Chr. uit de archieven van Persepolis. Zij werden opgesteld door de ambtenarij van het Perzische rijk. Hoe wijdverbreid zij waren is wel duidelijk uit het feit dat zij zelfs in Kandahar aangetroffen zijn.
Een opdracht tot betaling (PF 1858):
Zeg tegen Merduka dat Mrnčana de volgende opdracht geeft: Moge je heil door de goden en de koning zekergesteld worden! Ik had je eerst meegedeeld: "Een collega is onderweg in Elam, waarheen ik zelf niet in staat ben te reizen. Daar zal hij de afrekening afhandelen". Nu is hij echter verhinderd. In zijn plaats stuur ik Humaya, hij zal erheen gaan en de betaling afhandelen. Maken jullie alles gereed en lever hem het reservebestand aan vee, gerst, wijn en koren en laat hem ze hierheen sturen.

## Taalkundige aspecten[17]

### Klankleer
De van het mesopotamische spijkerschrift overgenomen en aangepaste schrifttekens waren maar tot op zekere hoogte geschikt om de klanken van het Elamitisch goed weer te geven. De tekens geven de combinaties V,CV,VC en soms CVC weer, waar C voor medeklinker staat en V voor klinker. Het was bijvoorbeeld niet mogelijk om groepen van meerdere medeklinkers weer te geven die in de taal regelmatig voorkwamen. Ook de weergave van nasalen liet te wensen over. Zo ziet men bijvoorbeeld het woord voor heer zowel als te-em-ti en als te-ip-ti gespeld, wat erop duidt dat het woord waarschijnlijk tempti was. Het is daarom niet zo eenvoudig een goede klankeninventaris op te stellen. De verzameling fonemen week vrij sterk af van die van het Sumerisch en het Akkadisch, en is maar deels te reconstrueren. Een opvallend kenmerk is dat er geen stelselmatig onderscheid gemaakt wordt tussen stemhebbende en stemloze medeklinkers. Bijvoorbeeld ik gaf wordt soms als du-ni-h dan weer als tu-ni-h gespeld. Uit de manier waarop Elamitische eigennamen door de Mesopotamische buren geschreven werden is af te leiden dat de meeste medeklinkers eerder stemhebbend uitgesproken werden.
Er zijn maar vier klinkers: /a, i, u, e/.
Een vereenvoudigd overzicht van de gereconstrueerde consonanten is in de volgende tabel weergegeven:
De medeklinkers van het Elamitisch
| p/b [b] |         | t/d [d] |   | k/g [g] |
|         |         | s       | š |         |
|         | (w/v/f) |         |   | h [x]   |
| m       |         | n       |   |         |
|         |         | l       | r |         |

Het teken /h/ stelt eerder /ḫ/ voor en klonk waarschijnlijk als een Nederlandse 'ch', hoewel in de latere fase van de taal de klank vaak stom werd en soms ook werd weggelaten.
Volgens Krebernik ontbreken in de transliteratie /b/,/d/ en /g/ maar daarentegen erkent hij dubbelmedeklinkers (geminaten) /pp, tt, kk, hh, šš, ll, rr, mm, nn/ - overigens staan deze zeker niet allemaal vast-, bovendien erkent hij onder enig voorbehoud ook nog /z/ (en /zz/) und /ŋ/ (en /ŋŋ/) en de halfklinker /j/.

### morfosyntaxis
De taal is agglutinerend en gebruikt achtervoegsels, clitica en achterzetsels. Uit de laatste ontwikkelden zich in de late fase van de geschiedenis naamvalsuffixen. In de oudere taal kent alleen het persoonlijk voornaamwoord een onderwerps- en een voorwerpsvorm (nominatief en accusatief). Er is geen lidwoord. Het is ook geen ergatieve taal. Het onderwerp heeft dezelfde vorm bij overgankelijke en bij onovergankelijke werkwoorden.
Syntactische betrekkingen worden door de woordvolgorde weergegeven, maar vooral ook door een stelsel van achtervoegsels die congruentie aangeven.
Bijvoorbeeld
X sunki-r hatamti-r ... "X, de koning (sunki-) van Elam (hatamti-), ..."
u sunki-k hatamti-k ... "ik, de koning van Elam, ..."
In de eerste zin staat het woord sunki- (koning) in de delocativus klasse. Deze klasse heeft hier een achtervoegsel -r en duidt aan dat er over de koning verder niets vermeld wordt. Ook hatamti- draagt hetzelfde achtervoegsel waarmee aangeduid wordt dat de twee woorden met elkaar in verband staan. De tweede zin staat in een locativus van de eerste persoon. Het achtervoegsel is nu -k omdat er een betrekking is tot het persoonlijk voornaamwoord u (ik).
Nominale zinsneden hebben altijd de volgorde kop - attribuut waarbij het attribuut een zelfstandig naamwoord kan zijn (in een genitieve zin) maar ook een bijvoeglijk naamwoord, een bezittelijk voornaamwoord of een betrekkelijk voornaamwoord met volgende bijzin. Afgezien van het laatste worden attributen altijd met behulp van de klasse achtervoegsels aan elkaar gerelateerd.
De woordvolgorde is vrij strikt vastgelegd: onderwerp - voorwerp - gezegde. In het midden van de zin kunnen ook bijwoorden, voornaamwoorden en partikels (ontkenning bijvoorbeeld) een plaatsje krijgen.
u (TITEL) B kuši-h G1 ak G2 ap-u-i-n tuni-h
"ik (TITEL) dat B bouwde-ik (kuši-h), voor de goden G1 en G2 - aan hen (ap) ik (u) het (i-n) - gaf-ik (tuni-h)"
"ik (TITEL) bouwde het (gebouw) B en schonk het aan de goden G1 en G2"
Een enclitisch partikel /-a/ geeft het einde van een zinsnede aan. Partikels die een zin inleiden worden in de oudere fases van de taal zelden aangetroffen.

### Zelfstandige naamwoorden en hun klassen
Alle zelfstandige naamwoorden kunnen in de eerste plaats in twee klassen (geslachten) ingedeeld worden, namelijk die van personen en die van zaken. Daarnaast kunnen zij ook in een of meer betekenisklassen geplaatst worden. Dit kan zowel impliciet als expliciet gebeuren. In het laatste geval wordt er een achtervoegsel aan het woord zelf toegevoegd, in het eerste blijkt de klasse uit de achtervoegsels die eventuele attributen en gezegdes verkrijgen.
Een paar voorbeelden van impliciete zelfstandige naamwoorden zijn
| - ruh - "mens" - atta- "vader" - amma- "moeder" - iki- "broer" | - sutu- "zuster" - šak - "zoon", - pak - "dochter", - zana - "meesteres", | - elt(i) - "oog", - siri "oog", - kir of kur "hand", - pat "voet", | - kik "hemel", - mur(u) "aarde", - hiš "naam" - hutt "werk". |

De expliciete betekenissuffixen zijn /-k, -t, r, -p, -me, -n; -m, -š/. Behalve de laatste twee worden zij allemaal voor het aangeven van congruentie gebruikt.
De vier achtervoegsels /-k, -t, -r, -p/ spelen een bijzondere rol bij de zelfstandige naamwoorden van de personenklasse. Zij geven de locativus (ik-klasse), allocativus (jij-klasse) en delocativus (hij,zij,het-klasse) aan. De laatste klasse kent een enkelvouds- en een meervoudsvorm.
De betekenisklassen bij persoonlijke zelfstandige naamwoorden
| Klasse         | Suffix | Voorbeeld | Betekenis          |
| -------------- | ------ | --------- | ------------------ |
| Locutief       | -k     | sunki-k   | ik, de koning      |
| Allocutief     | -t     | sunki-t   | jij, de koning     |
| Delocutief sg. | -r     | sunki-r   | (hij, de) koning   |
| Delocutief pl. | -p     | sunki-p   | (zij, de) koningen |

De uitgang /-me/ heeft een abstraherende functie:
sunki-me "koninkrijk";   van sunki- "koning"
lipa-me "dienst";   van lipa- "dienaar"
husa-me "woud";   van husa- "hout, boom"
Met de uitgang /-n/ worden plaatsen aangeduid bijvoorbeeld siya-n "tempel" (van siya "schouwen; de tempel is dus de schouwplaats, hetzelfde geldt overigens voor het Latijnse templum)
Veel plaatsnamen eindigen op -n Anwa'n, Anjan, Sjusja(n)
Van de andere achtervoegsels die voor congruentie gebruikt worden is de oorspronkelijke betekenis niet meer te achterhalen.
Een aantal voorbeelden
X sunki-r hatamti-r
"X, de koning (sunki-) van Elam (hatamti-) ..." (Delocutief sg.)
u sunki-k hatamti-k
"ik, de Koning van Elam ..." (Locutief)
takki-me u-me
"mijn (u) leven (takki)" (me-klasse)
takki-me sutu hanik u-ri-me
leven zuster (sutu) geliefd (hanik) ik (u)- haar (ri) - (-me als verbindend element)
"het leven van mijn geliefde zuster"
siya-n G zana hute-hiši-p-ri-ni
"tempel (siya-n) van G, vrouwe (zana) van de edelen (hute-hiši-p) - verwijzing naarzana door ri (deloc.) - verwijzing naar siya-n door ni (n-klasse)"
"de tempel van de godin G, vrouwe der edelen"

### Persoonlijke en bezittelijke voornaamwoorden
Persoonlijke voornaamwoorden komen al in de Oud-Elamitische tijd in twee naamvallen voor, een nominatief en een door achtervoeging van /-n/ gevormde accusatief. Er zijn oudere en nieuwere vormen, de eerste hebben meestal een klinker /i/, in de late tijd vindt er een algemene klankverschuiving naar /u/ plaats die niet alleen de voornaamwoorden betreft.
De nieuwere vormen van het persoonlijk voornaamwoord
| Persoon | Nom.ev. | Acc.ev. | Nom.mv. | Acc.mv.  |
| ------- | ------- | ------- | ------- | -------- |
| 1       | u       | u(-n)   | nuku    | nuku(-n) |
| 2       | nu      | nun     | numi    | numi(-n) |
| 3 pk    | i-r     | i-r     | ap(pi)  | appin    |
| 3 SK    | i(-n)   | i(-n)   | .       | .        |

/ir/ en /in/ vertegenwoordigen resumptieve pronomina die terugverwijzen naar onder- of voorwerp voor een zogenaamde finiete werkwoordsvorm. Welke rol zij hebben hangt af van de vervoeging waartoe het werkwoord behoort.
De persoonlijke voornaamwoorden kunnen bezittelijk gemaakt worden door toevoeging van een congruentie-uitgang.
Bijvoorbeeld:
| Zinsnede                 | Vertaling                    | Verklaring                    |
| ------------------------ | ---------------------------- | ----------------------------- |
| napi-r u-ri              | mijn god                     | delocutief sg.                |
| napi-r nuku-ri           | onze god                     | delocutief sg.                |
| napi-p u-pi              | mijn goden                   | delocutief pl.                |
| takki-me u-me            | mijn leven                   | me-klasse                     |
| rutu ni-ri               | jouw echtgenote              | delocutiv sg., rutu impliciet |
| ayani-p nika-p(i)        | onze verwanten               | delocutief pl.                |
| siyan appi-me            | hun tempel                   | siyan is hier me-klasse       |
| takki-me puhu nika-me-me | het leven van ons nageslacht | dubbele me-klasse             |

In het laatste voorbeeld is puhu- impliciet een lid van de me-klasse, waartoe ook takki- (expliciet) behoort. Het gevolg is tweemaal een -me achtervoegsel.

### Werkwoordstammen
Veel wortels kunnen zowel als werk- en als naamwoord gebruikt worden. Bijvoorbeeld me komt voor als achterkant maar ook als volgen. Tu betekent zowel eigendom als nemen. De meeste werkwoordstammen eindigen in een klinker, hoewel in de vroege fase van de taal ook medeklinkers als slotklank dienen.
Reduplicatie speelt een belangrijke rol bij sommige werkwoorden. De beginklank van het woord wordt daarbij herhaald, maar het is mogelijk dat daarbij veranderingen in de werkwoordstam plaatsvinden bijvoorbeeld door elisie van de stamklinker.
De verdubbeling kan zowel een meervoud van onder- of voorwerp uitdrukken als een meervoudigheid (bijvoorbeeld herhaling) van de handeling (Steiner 1990), hoewel deze interpretatie niet door eenieder aanvaard wordt.
Voorbeelden van reduplicatie met stammodificatie
| Enkelvoudige stam | Gewijzigde stam | Betekenis |
| ----------------- | --------------- | --------- |
| li                | lili            | geven     |
| ta                | tatta           | stellen   |
| hapu              | hahpu           | horen     |
| hutta             | huhta           | maken     |
| kazza             | kakza/i         | smeden    |
| kela              | kekla           | bevelen   |
| kuti              | kukti           | dragen    |
| kuši              | kukši           | bouwen    |
| peli              | pepli           | stichten  |
| pera              | pepra           | lezen     |
| turu              | tutri           | zeggen    |
| tallu             | tatallu         | schrijven |

### Werkwoordsvormen
De taal kent drie eenvoudige vervoegingen, die gewoonlijk aangeduid worden met I, II en III. In alle drie spelen de categorieën persoon (1-2-3) en getal (enk. - mv.) een rol.
Vervoeging I wordt direct van de stam (eenvoudig of gewijzigd) gevormd met behulp van speciale werkwoordsachtervoegsel die persoon en getal aangeven. Deze vervoeging heet daarom de verbale conjugatie.
De andere twee (nominale) vervoegingen worden gekenmerkt door de aanwezigheid van congruentie-achtervoegsels /-k,-t,-r,-p/ zoals deze boven beschreven zijn. Deze vormen worden ook wel als deelwoorden beschouwd. Bij vervoeging II wordt de stam met /-k/ verlengd bij III met /-n/
Wat de betekenis van deze vormen is in termen van tijd, aspect, overgankelijkheid en diathese is niet erg duidelijk en daarover is dan ook geen overeenstemming tussen de Elamisten. De volgende tabel weerspiegelt de inzichten van Stolper en de interpretatie is met het nodige voorbehoud te beschouwen.
Vorming en betekenis van de drie vervoegingen
| Vervoeging | Basis    | Achtervoegsels | Diathese         | Transitief      | Aspect       | Tijd                    |
| ---------- | -------- | -------------- | ---------------- | --------------- | ------------ | ----------------------- |
| I          | Stam     | verbaal        | meest bedrijvend | overgankelijk   | neutraal     | verleden                |
| II         | Stam + k | nominaal       | lijdend          | onovergankelijk | perfectief   | verleden                |
| III        | Stam + n | nominaal       | meest bedrijvend | neutraal        | imperfectief | tegenwoordig, toekomend |

De volgende tabellen geven de drie vervoegingen weer. Er zijn geen vormen voor het meervoud voor de locutief en de allocutief, daardoor is er geen meervoud voor de eerste en tweede persoon. Onder de Perzen werden daarvoor omschrijvingen gebruikt.
Conjugatie I kulla "verzoeken"
| Persoon | Enkelvoud | Meervoud  |
| ------- | --------- | --------- |
| 1       | kulla-h   | kulla-hu  |
| 2       | kulla-t   | kulla-h-t |
| 3       | kulla-š   | kulla-h-š |

Conjugatie II hutta "doen"
| Persoon | Enkelvoud   | Meervoud  |
| ------- | ----------- | --------- |
| 1       | hutta-k-k   | .         |
| 2       | hutta-k-t   | .         |
| 3       | hutta-k(-r) | hutta-k-p |

Conjugatie III hutta "doen"
| Persoon | Enkelvoud | Meervoud  |
| ------- | --------- | --------- |
| 1       | hutta-n-k | .         |
| 2       | hutta-n-t | .         |
| 3       | hutta-n-r | hutta-n-p |

Overigens zijn niet al deze vormen daadwerkelijk aangetroffen

### Wijzen
Het Elamitisch kent ook een wensende, gebiedende en verbiedende wijs. De optatief wordt gevormd door toevoeging van /-ni/ (of /-na/). kulla-h-š-ni "mogen zij verzoeken".
In Middel-Elamitisch heeft de tweede persoon van I ook een gebiedende betekenis: hap-t(i) "hoor!".
In de Perzische tijd is de derde persoon van I met een voor(!)voegsel anu- of ani- een verbod: hupe anu hutta-n-t(i) "doe dat (hupe) niet".

### Algemeen
- Hinz, Walther, Das Reich Elam, Stuttgart, 1964.

### Grammatica
- Khačikjan, Margaret, The Elamite Language, Rome, 1998.
- Krebernik, Manfred, Elamisch, in Michael P. Streck (ed.), Sprachen des Alten Orients, Darmstadt, 2005, pp. 159–161. ISBN 353417996X
- Reiner, Erica, art. Elamite, in W. J. Frawley (ed.), International Encyclopedia of Linguistics, Oxford, 20032.
- Steiner, Georg, Sumerisch und Elamisch: typologische Parallelen, in Acta Sumerologica 12 (1990), pp. 143–176.
- Stolper, Matthew W., Elamite, in Roger D. Woodard (ed.), The Cambridge Encyclopedia of the World's Ancient Languages, Cambridge, 2004, pp. ? (= in Roger D. Woodard (ed.), The Ancient Languages of Mesopotamia, Egypt and Aksum, Cambridge - e.a., 2008, pp. 47-82.). ISBN 0521562562

### Woordenboeken
- Hinz, Walther - Heidemarie Koch, Elamisches Wörterbuch, 2 dln., Berlijn, 1987. ISBN 3496009233

### Schrift & Ontcijfering
- Damerow, Peter - Robert K. Englund, The Proto-Elamite Texts from Tepe Yahya, Cambridge (Mass.), 1989.
- R.K. Englund, art. Elam. iii Proto-Elamite, in Encyclopaedia Iranica 8 (1997), pp. 325—330[dode link].
- Fairservis, Walter A., The Harappan Civilization and its Writing, Leiden, 1992.
- Friedrich, Johannes, Entzifferung verschollener Sprachen und Schriften, Berlijn - Heidelberg - New York, 1966.
- Hinz, Walther, Zur Entzifferung der elamischen Strichschrift, in Iranica Antiqua 2 (1962), pp. 1–21.
- Hinz, Walther, Das Reich Elam, Stuttgart, 1964. (Voor de ontcijfering van het lineair schrift (cf. supra), zie pp. 25–34.)
- Hinz, Walther, Die Schrift der Elamer, in U. Hausmann (ed.), Allgemeine Grundlagen der Archäologie, München, 1969.
- Parpola, Asko, Deciphering the Indus-Script, Cambridge, 1994.
- Robinson, Andrew, Lost Languages. The Enigma of The World's Undeciphered Scripts, New York, 2002. ISBN 0071357432 (The Proto-Elamite Script, pp. 200–217)

### Taalverwantschap
- Blažek, Václav, Elam: A Bridge between Ancient Near East and Dravidian India?, in Roger Blench - Matthew Spriggs (edd.), Archeology and Language, IV, Londen, 1999, pp. 48–78 (= Mother Tongue 7 (2002), pp. 123–146.).
- Blažek, Václav, Some New Dravidian - Afroasiatic Parallels, in Mother Tongue 7 (2002), pp. 171–199.
- Krishnamurti, Bhadriraju, The Dravidian Languages, Cambridge, 2003.
- McAlpin, David W., Proto-Elamo-Dravidian. The Evidence and its Implications, Philadelphia, 1981.
- Starostin, George, On the Genetic Affiliation of the Elamite Language, in Mother Tongue 7 (2002), pp. 147-170.
- Steever, Sanford B., The Dravidian Languages, Londen - New York, 1998.
- van Driem, George, Languages of the Himalayas, Leiden - Boston - Keulen, 2001. (Hoofdstuk The Elamites and the Dravidian Indus.)

### Teksten
- Borger, Rykle - Walther Hinz, Die Behistun-Inschrift Darius' des Großen, in Otto Kaiser (ed.), Texte aus der Umwelt des Alten Testaments. Historisch-chronologische Texte I., Gütersloh, 1984. (Gezamenlijke vertaling van de drie talen met discussie van de onderlinge verschillen)
- Koch, Heidemarie, Texte aus dem Iran, in B. Janowski - G. Wilhelm (edd.), Texte aus der Umwelt des Alten Testaments. Neue Folge, I, Gütersloh, 2004. (Vooral bestuursdocumenten uit de Perzische tijd)
- Koch, Heidemarie, Texte aus dem Iran, in B. Janowski - G. Wilhelm (edd.), Texte aus der Umwelt des Alten Testaments. Neue Folge, II, Gütersloh, 2005. (Het verdrag van Narmasin, het verslag van de veldtocht van Šutruk-Nahhunte I en de oudste drietalige inscriptie van Darius I uit Persepolis in gescheiden versies)